# فیلینه ولیاتورو
فیلینه ولیاتورو (به ایتالیایی: Figline Vegliaturo) یک کومونه در ایتالیا است که در استان کزنتزا واقع شده‌است.

## خصوصیات
فیلینه ولیاتورو ۴ کیلومترمربع مساحت و ۱٬۰۲۵ نفر جمعیت دارد.